# Carter (Oklahoma)
Carter es un pueblo ubicado en el condado de Beckham en el estado estadounidense de Oklahoma. En el año 2010 tenía una población de 	256 habitantes y una densidad poblacional de 213,33 personas por km².

## Geografía
Carter se encuentra ubicado en las coordenadas 35°13′5″N 99°30′18″O / 35.21806, -99.50500 (35.218187, -99.505054).

## Demografía
Según la Oficina del Censo en 2000 los ingresos medios por hogar en la localidad eran de $21,250 y los ingresos medios por familia eran $26,250. Los hombres tenían unos ingresos medios de $20,125 frente a los $16,500 para las mujeres. La renta per cápita para la localidad era de $17,216. Alrededor del 28.9% de la población estaban por debajo del umbral de pobreza.